# 2151 Hadwiger
2151 Hadwiger este un asteroid din centura principală, descoperit pe 3 noiembrie 1977 de Paul Wild.